# Barragem de terra
As barragens de terra possuem grande volume, pois funcionam pelo peso do aterro, composto por solo que possui peso específico (1.8 a 1.9 g/cm3) menor que o do concreto (2.4 g/cm3). Os taludes, suaves, devem ser compatíveis com a resistência ao cisalhamento do material após compactação. Tem base larga para distribuir o peso e aumentar a seção de percolação. Podem ter seção homogênea ou zonada, dependendo da disponibilidade de materiais de construção nas proximidades do barramento. Nas barragens zonadas há um núcleo de material impermeável e duas zonas externas, em geral construídas com materiais mais permeáveis e mais resistentes aos deslizamentos.